# 朝野新聞
朝野新聞（ちょうやしんぶん）は、1874年（明治7年）9月24日から1893年（明治26年）11月19日まで東京で発行された、民権派の政論新聞。前期には成島柳北社長と末広鉄腸主筆が論陣を張った。

## 歴史
1872年（明治5年）に旧松江藩と旧明石藩が創刊した、『公文通誌』という、主に政府の布告を紹介する小規模な新聞があった。発行人はそれぞれの旧藩士鵜飼渚と乙部鼎で、乙部が社主を勤めた。
1874年秋、乙部は成島柳北を社長兼主筆に迎え、名を『朝野新聞』と変え、政論新聞に脱皮した。経営は乙部、編集は成島である。『朝野』とは、『1. 朝廷と民間、2. 全国。世間。天下』である（広辞苑）。成島家は江戸幕府の正史編纂事業にあたってきた家柄であり、柳北の祖父・成島司直の師である林述斎も公式史書『朝野旧聞裒藁』を編纂しているため、それを意識したものかもしれない。

### 末広鉄腸の入社と新聞紙条例
先発紙東京曙新聞にいた鉄腸こと末広重恭が、1875年（明治8年）6月公布の讒謗律と新聞紙条例を非難して処罰された。それを柳北が紙上で讃え、8月に自宅禁錮5日に処された。
10月には、末広が曙新聞を飛び出して高橋基一に代わり本紙編集長に就任する。以降、柳北の洒脱な諷刺『雑録』と鉄腸の痛烈な『論説』とで人気を呼び、横浜毎日新聞（現・やまと新聞）、郵便報知新聞（現・スポーツ報知）・東京日日新聞（現・毎日新聞）、東京曙新聞といった競合紙と激しい販売合戦を繰り広げた。社屋は尾張町二丁目（現、東京都中央区銀座六丁目）にあった。
1875年12月、讒謗律と新聞紙条例の制定者、井上毅・尾崎三良を紙上で茶化し、翌年2月、官吏侮辱罪で、柳北は禁獄4ヶ月罰金100円の、鉄腸は8ヶ月と150円のそれぞれ刑罰を受けた。出獄後、柳北は『成島柳北ごく内ばなし』を、鉄腸は『末広重恭転獄新話』を連載した。1876年6月末、浅草観音堂で各社が共催した『新聞供養大施餓鬼』では、柳北が『新聞紙を祭る文』を読み上げ紙上に掲載し、政府の言論弾圧をからかった。
記者の処罰はその後も続いた。この頃が最盛期で2万部近くを売り、1876年11月、前年末に廃刊に追い込まれた日新真事誌が本拠としていた銀座尾張町の四つ角（現在の和光の所）に本社を移転する（この社屋の実寸模型が、江戸東京博物館にある）。だが、政論に鋭い反面、事件記事は劣り、1877年の西南戦争では誤報を出した。
1878年（明治11年）の大久保利通暗殺事件の時は、犯人側の『斬奸状』をただ一紙掲載し、5日間の発行停止になった。

### 自由民権運動の中で
1881年、明治十四年の政変後、憲法制定と国会開設が予告されると、自由党と立憲改進党とが相次いで結成され、各新聞は支持政党を鮮明にしたが、朝野では、乙部・成島らが立憲改進党に、末広・高橋らが自由党に入党した。

1884年11月に成島が没し、末広が後を支えたものの、衰退に向かった。犬養毅・尾崎行雄・吉田熹六（元報知新聞記者）・町田忠治らが入社して、立憲改進党色を濃くし、報道が偏ることもあった。1888年、外相大隈重信の不平等条約改正案に賛成して、世論に背いた。

### 末広退社後
1889年（明治22年）、末広が帝国議会発足を前に大同団結派に傾いたのを機に退社した。

経営が苦しくなり、1890年11月、社主の乙部は、朝野新聞社を都新聞（現・東京新聞）主筆兼大阪毎日新聞社（現・毎日新聞グループホールディングス）社長渡辺治に売却した。渡辺が社長となり、波多野承五郎らが入社して、入れ替わりに犬養・尾崎・町田ら19人が退社した。その新陣容から、薩摩系新聞と言われた。ところが翌1891年（明治24年）春、渡辺は会社を波多野に売却。波多野が社長兼主筆となり、玄洋社の川村惇らが入社し、大成会・国民協会の機関誌になった。

1892年（明治25年）、社長北川礼弼・主筆に川村の布陣になったが、翌1893年（明治26年）11月、北川は廃刊を決める。本社は服部時計店（現・セイコーグループ）創業者の服部金太郎に売却され、服部時計店本店を経て現在の銀座和光となった。
第1期廃刊翌月の1893年12月23日、川村が中心になって復刊を果たすが、1896年（明治29年）3月31日限りで再び廃刊。その後も1900年（明治33年）7月15日から1901年（明治34年）4月20日まで、および1907年（明治40年）7月3日から1911年（明治44年）7月12日までの2回に渡り同じ題号で再刊されたが、大正期以降には引き継がれなかった。

## 在籍した記者
在籍した記者に次などがいた。（ ）の中は、西暦の在籍期間などである。
- 浅野乾（1879 - 1883）
- 荒井直造（1890 - 1893）
- 犬養毅（1885 - 1890） - 東海経済新報から移籍。その前は郵便報知新聞にも在籍。後に衆議院当選18回、第29代内閣総理大臣。5.15事件で暗殺。
- 小川芋銭（客員、1887 - 1893）
- 尾崎行雄（1887 - 1890） - 後に衆院当選25回、名誉議員。
- 金子定敬（1889 - 1890）
- 川村惇（1891 - 1893） - 福陵新報（現・西日本新聞）から移籍。
- 菊池武徳（1891 - 1893） - 時事新報から移籍。第1期廃刊後、衆院当選4回。
- 北川礼弼（1890 - 1893） - 第1期廃刊後、時事新報に移籍し社説部記者。その後慶應義塾塾監を経て千代田生命保険創業に参加。
- 城多虎雄（1882） - 京都商事迅報（現・京都新聞）から客員として迎えられ、論文『論欧州社会党』で社会改良主義を日本に紹介した。
- 草間時福（1879 - 1881） - 東京横浜毎日新聞を経て日本立憲政党新聞（現・毎日新聞大阪本社版）創刊に参加。後に工部省・逓信省官僚となる。
- 小松原英太郎（1878 - 1879） - 退社後、山陽新報（現・山陽新聞）創刊に参加し主筆。後に内務省・文部省官僚、貴族院議員、枢密顧問官。
- 沢田直温（1874 - 1885） - 編集長。草間の『改革論』を掲載して新聞紙条例違反の廉で禁固刑に服する。大和煮の名付け親としても有名。
- 高橋基一（1874 - 1883） - 創刊と同時に入社し編集長。
- 高島屋塘雨（1882 - 1883） - 仮名読新聞から移籍。
- 末広鉄腸（1875 - 1889） - 東京曙新聞から移籍。退社後、東京公論→関西日報→大同新聞→国会新聞を渡り歩く。
- 永井碌（1889 - 1890）
- 中村弼（1888 - 1896） - 第2期まで在籍。廃刊後、二六新報に移籍。尾崎が第1次大隈内閣の文部大臣に就任した際には秘書官を務めた。後に日本移民協会幹事長。
- 波多野承五郎（1890 - 1893） - 時事新報から移籍。第1期廃刊後、三井銀行理事を経て衆院当選1回。
- 西野寛司（1891 - 1896） - 退社後、台湾鉄道会社（現・台湾鉄路）設立に参加。後に東京府谷保村（現・国立市）村長。
- 西師意（1890 - 1893） - 退社後、北陸公論（現・北日本新聞）→時事新報→大阪毎日新聞を経て旧制京都中学校（現・一般財団法人京都高等学校）校長・校主。
- 馬場辰猪（客員記者、1882 - 1886） - 交詢社創設委員。自由新聞にも参加。退社後アメリカに亡命、現地で死去。
- 久松義典（1888 - 1890） - 郵便報知新聞から移籍。退社後、北海道毎日新聞（後の北海タイムス）主筆。
- 堀口昇（1881 - 1890）
- 前田健次郎（1884 - ） - 筆名・香雪。東京絵入新聞から絵入朝野新聞（後の中央新聞）を経て移籍。
- 町田忠治（1889 - 1890） - 退社後、郵便報知新聞を経て東洋経済新報（現・週刊東洋経済）創業者。報知新聞社社長も歴任。
- 横瀬文彦（1877 - 1879）
- 吉田熹六（1888 - 1890） - 郵便報知新聞から移籍。

## 復刻版
- 東京大学法学部近代日本法政史料センター編：『朝野新聞』（1874.9 - 1893.11）、ぺりかん社（1981 - 1984）（縮刷版）